# Polycarboxylate

Polycarboxylat, hier als Copolymer dargestellt.

Polycarboxylate sind lineare Polymere, die über eine hohe Zahl an Carboxygruppen (früher Carboxylgruppen) verfügen.

## Verwendung

### In Waschmitteln
Polycarboxylate werden als sogenannte Builder in Waschmitteln eingesetzt, um die Waschleistung zu verbessern. Es sind Polymere der Acrylsäure oder Copolymere der Acrylsäure und der Maleinsäure.  Das Polymer wird als Natriumsalz eingesetzt.
Die hohe Polarität vermindert Ablagerungen auf der Wäsche, wodurch die Wäsche nicht so schnell einen grauen Farbton annimmt (Vergrauung). Außerdem hemmen Polycarboxylate das Kristallwachstum von Kalk (Thresholdeffekt), wodurch die Heizstäbe nicht so schnell verkalken. Durch die Eigenschaft der Polycarboxylate als Komplexbildner von Ca2+- und Mg2+-Ionen wirken diese als Carrier (Transporthilfe) der Ionen zu den in Waschmitteln als Ionentauscher eingesetzten Zeolithen und unterstützen damit die Wasserenthärtung.
Im Klärwerk verbleibt das Polymer weitestgehend im Schlamm und wird dadurch zu über 90 % vom Abwasser getrennt. Mit dem Klärschlamm werden die Carboxylate dann zum Teil von den Bauern auf ihre Felder ausgebracht, wo sie nur langsam abgebaut werden, weshalb das Problem besteht, dass sie sich dort immer stärker anreichern. Allerdings konnten bisher keine darauf zurückzuführende negativen Effekte festgestellt werden.

### Als Fließmittel
Bei der Betonherstellung werden Polycarboxylatether (PCE) als Fließmittel verwendet.